# Lyreus alleni
Lyreus alleni es una especie de coleóptero de la familia Zopheridae.

## Distribución geográfica
Habita en Alabama (Estados Unidos).